# Municipio de Tittabawassee
El municipio de Tittabawassee (en inglés: Tittabawassee Township) es un municipio ubicado en el condado de Saginaw en el estado estadounidense de Míchigan. En el año 2010 tenía una población de 9726 habitantes y una densidad poblacional de 105,57 personas por km².

## Geografía
El municipio de Tittabawassee se encuentra ubicado en las coordenadas 43°31′12″N 84°5′55″O / 43.52000, -84.09861. Según la Oficina del Censo de los Estados Unidos, el municipio tiene una superficie total de 92.13 km², de la cual 91.06 km² corresponden a tierra firme y (1.16%) 1.07 km² es agua.

## Demografía
Según el censo de 2010, había 9726 personas residiendo en el municipio de Tittabawassee. La densidad de población era de 105,57 hab./km². De los 9726 habitantes, el municipio de Tittabawassee estaba compuesto por el 88.21% blancos, el 9.13% eran afroamericanos, el 0.52% eran amerindios, el 0.45% eran asiáticos, el 0.03% eran isleños del Pacífico, el 0.53% eran de otras razas y el 1.12% pertenecían a dos o más razas. Del total de la población el 2.96% eran hispanos o latinos de cualquier raza.